# العلاقات الباكستانية التوفالية
العلاقات الباكستانية التوفالية هي العلاقات الثنائية التي تجمع بين باكستان وتوفالو.

## مقارنة بين البلدين
هذه مقارنة عامة ومرجعية للدولتين:
| وجه المقارنة                                              | باكستان                     | توفالو                         |
| --------------------------------------------------------- | --------------------------- | ------------------------------ |
| المساحة (كم2)                                             | 881.91 ألف                  | 26                             |
| عدد السكان (نسمة)                                         | 197.02 مليون                | 11.19 ألف                      |
| الكثافة السكانية (ن./كم²)                                 | 223.4                       | 43.04 ألف                      |
| العاصمة                                                   | إسلام آباد                  | فونافوتي                       |
| اللغة الرسمية                                             | لغة إنجليزية، اللغة الأردية | اللغة التوفالوية، لغة إنجليزية |
| العملة                                                    | روبية باكستانية             | دولار توفالو                   |
| الناتج المحلي الإجمالي (بليون دولار)                      | 304.95 مليار                | 39.73 مليون                    |
| الناتج المحلي الإجمالي (تعادل القوة الشرائية) بليون دولار | 946.67 مليار                | 38.93 مليون                    |
| الناتج المحلي الإجمالي الاسمي للفرد دولار أمريكي          | 1.43 ألف                    | 3.29 ألف                       |
| الناتج المحلي الإجمالي للفرد دولار أمريكي                 | 4.81 ألف                    | 3.77 ألف                       |
| مؤشر التنمية البشرية                                      | 0.538                       |                                |
| رمز المكالمات الدولي                                      | +92                         | +688                           |
| رمز الإنترنت                                              | .pk                         | .tv                            |
| المنطقة الزمنية                                           | ت ع م+05:00                 | ت ع م+12:00                    |

## منظمات دولية مشتركة
يشترك البلدان في عضوية مجموعة من المنظمات الدولية، منها:
| علم المنظمة | اسم المنظمة                   | تاريخ انضمام باكستان | تاريخ انضمام توفالو |
| ----------- | ----------------------------- | -------------------- | ------------------- |
|             | منظمة حظر الأسلحة الكيميائية  | ?                    | ?                   |
|             | الأمم المتحدة                 | 30 سبتمبر 1947       | 5 سبتمبر 2000       |
|             | دول الكومنولث                 | ?                    | ?                   |
|             | يونسكو                        | 14 سبتمبر 1949       | 21 أكتوبر 1991      |
|             | بنك التنمية الآسيوي           | 1966                 | 1993                |
|             | البنك الدولي للإنشاء والتعمير | 11 يوليو 1950        | 24 يونيو 2010       |
|             | الاتحاد البريدي العالمي       | ?                    | ?                   |
|             | الاتحاد الدولي للاتصالات      | 26 أغسطس 1947        | 15 أغسطس 1996       |

## وصلات خارجية
- موقع وزارة الخارجية الباكستانية